# Sammlung Ludwig Bamberg
Die Sammlung Ludwig in Bamberg ist im Fayence- und Porzellanbereich eine der bedeutendsten Privatsammlungen ihrer Art.

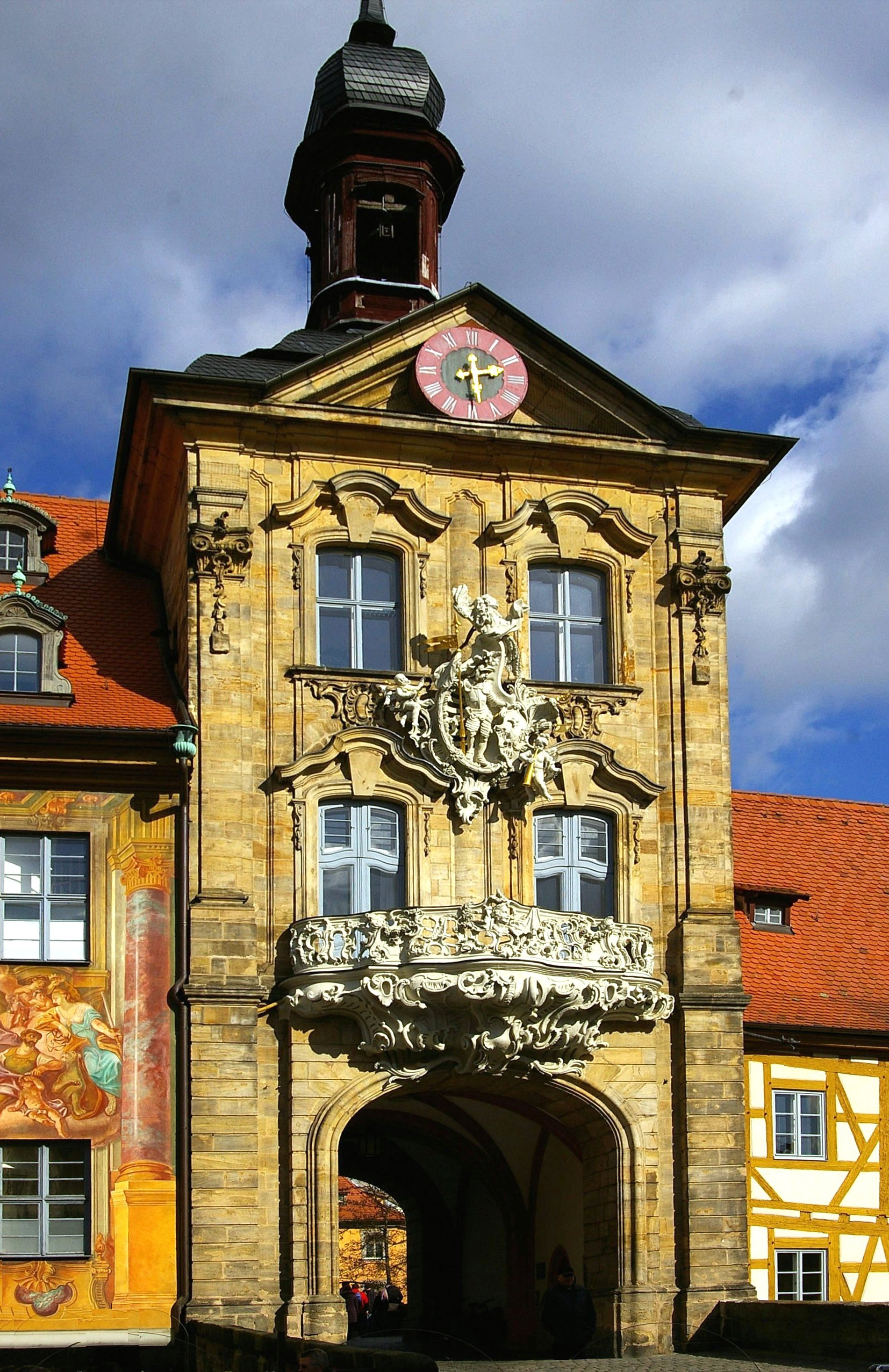
Bamberg Altes Rathaus Durchgang

Seit 1995 beherbergt das Alte Rathaus die größte private Porzellansammlung Europas, die das Sammlerehepaar Peter und Irene Ludwig den Museen der Stadt Bamberg als Dauerleihgabe überlassen haben.
Die Sammlung zeichnet sich durch ihre Spannweite aus. Sie umfasst ein großes zeitliches und geographisches Spektrum, angefangen bei antiker und präkolumbianischer Kunst, Kunst aus Afrika, China und Indien, bis hin zu Zeugnissen aller Epochen der europäischen Kunstgeschichte.
Die Porzellansammlung des Ehepaares Ludwig gibt einen Überblick über das frühe Werk der Meißener Manufaktur. Vor allem über das frühe Schaffen dieser berühmten ersten europäischen Porzellanmanufaktur kann ein Überblick gewonnen werden.
Der zweite Sammlungsschwerpunkt befasst sich mit Straßburger Fayence. Die Arbeiten der Familie Hannong gehören zu den Höhepunkt der Keramikkunst des 18. Jahrhunderts. Als Vergleichsbeispiele  sind auch Gegenstände kleinerer Porzellanmanufakturen wie Höchst, Nymphenburg, Fürstenberg, Ansbach und weitere mit einigen Ausstellungsstücken vertreten.
Während der jährlich stattfindenden Veranstaltung Weihnachts- und Krippenstadt Bamberg wird eine aus über 400 Figuren bestehende barocke Großkrippe aus Rottenburg am Neckar präsentiert.

Sammlungs-Auswahl
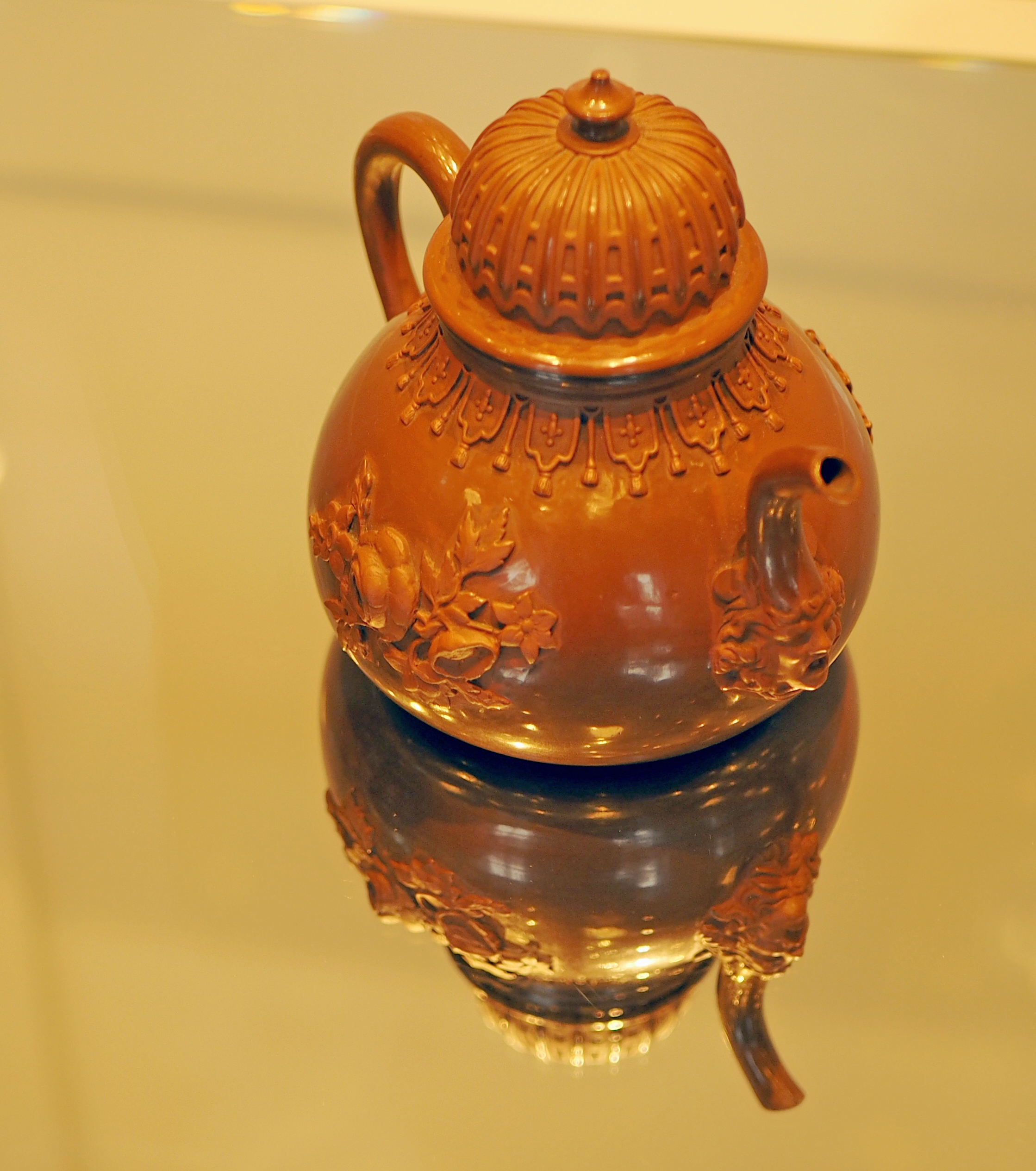
Böttgersteinzeug
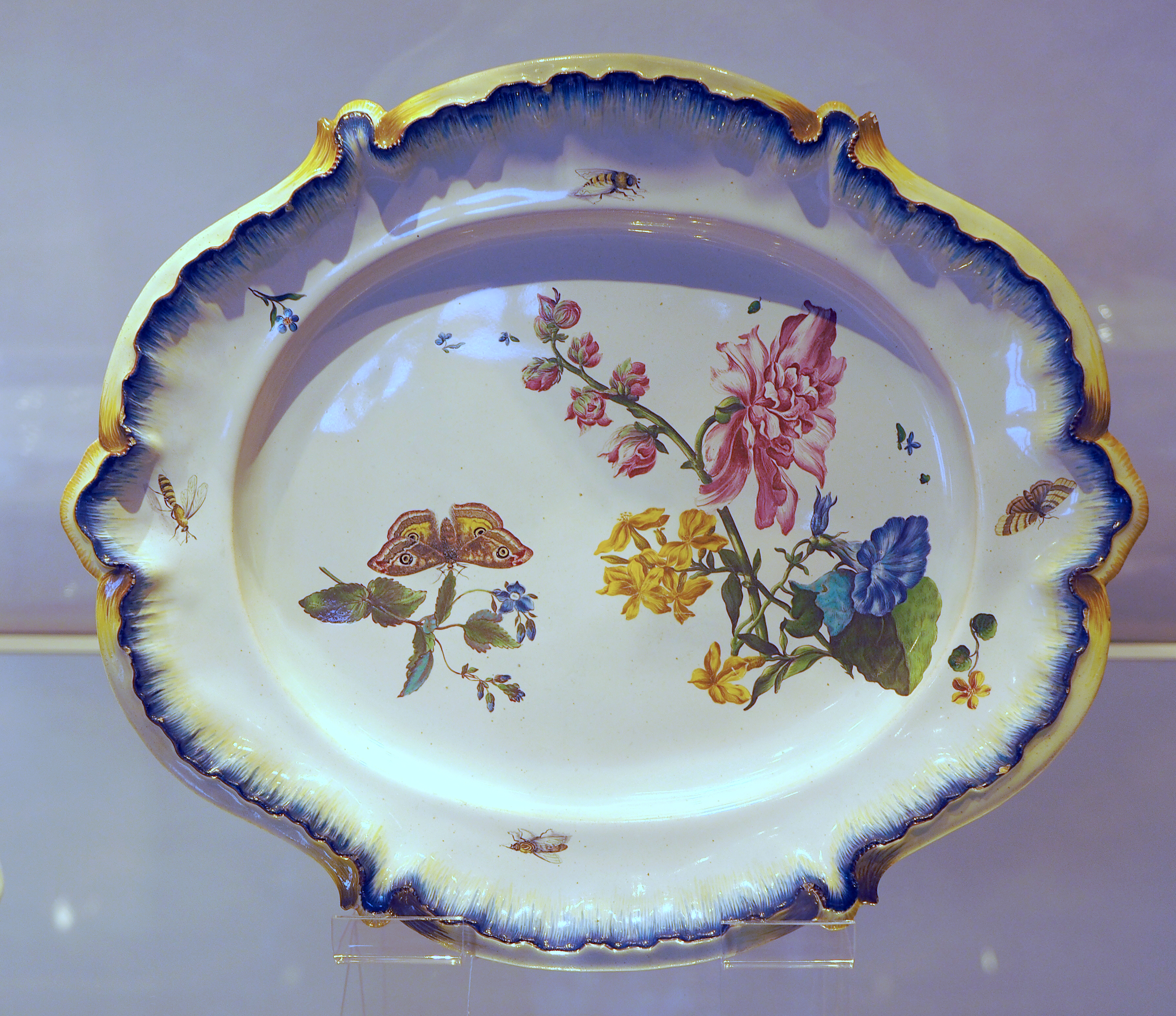
Platte mit Schmetterlingen und Blumenbukett
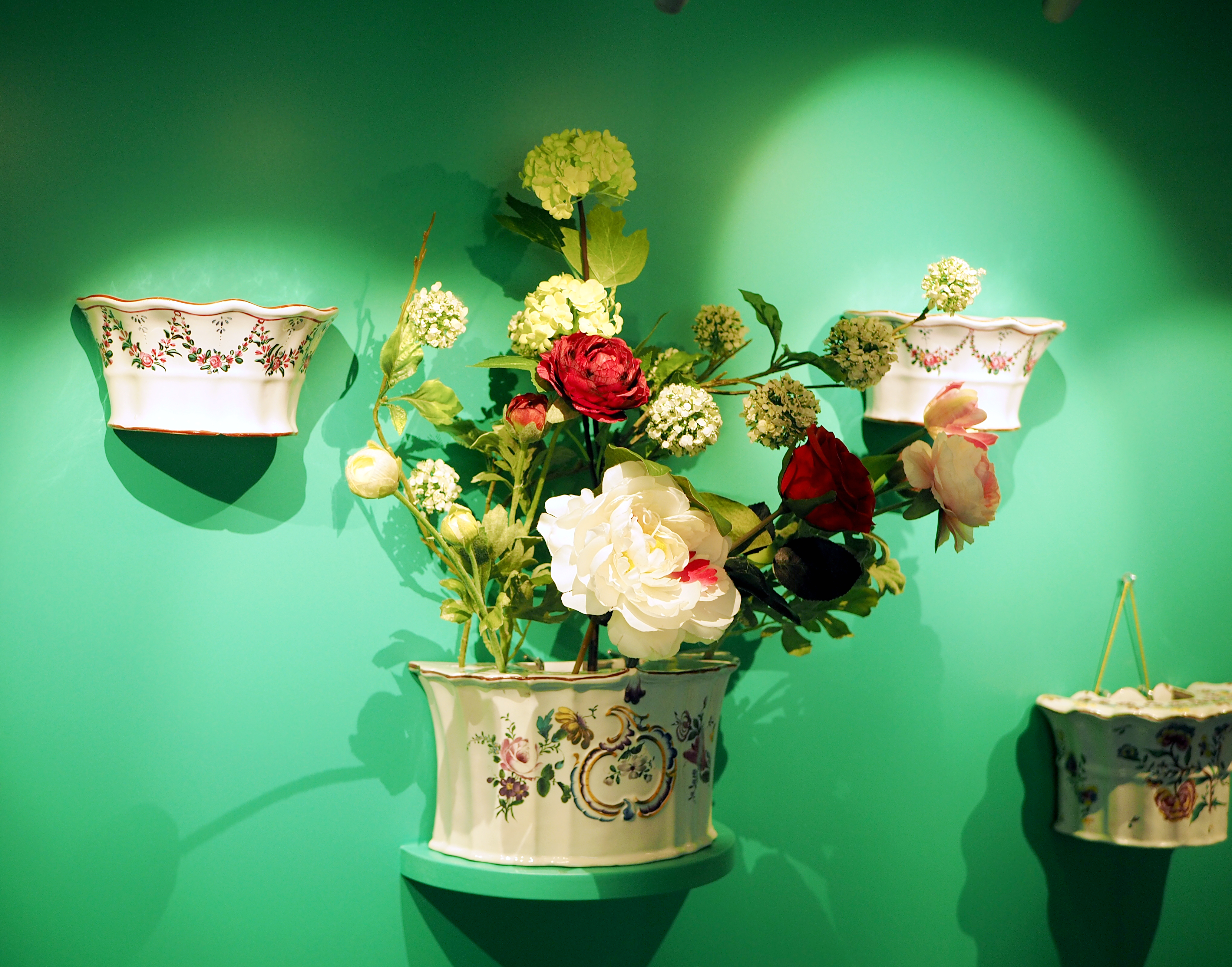
Blumenvasen „Demi-lunes“ (Halbmondform)
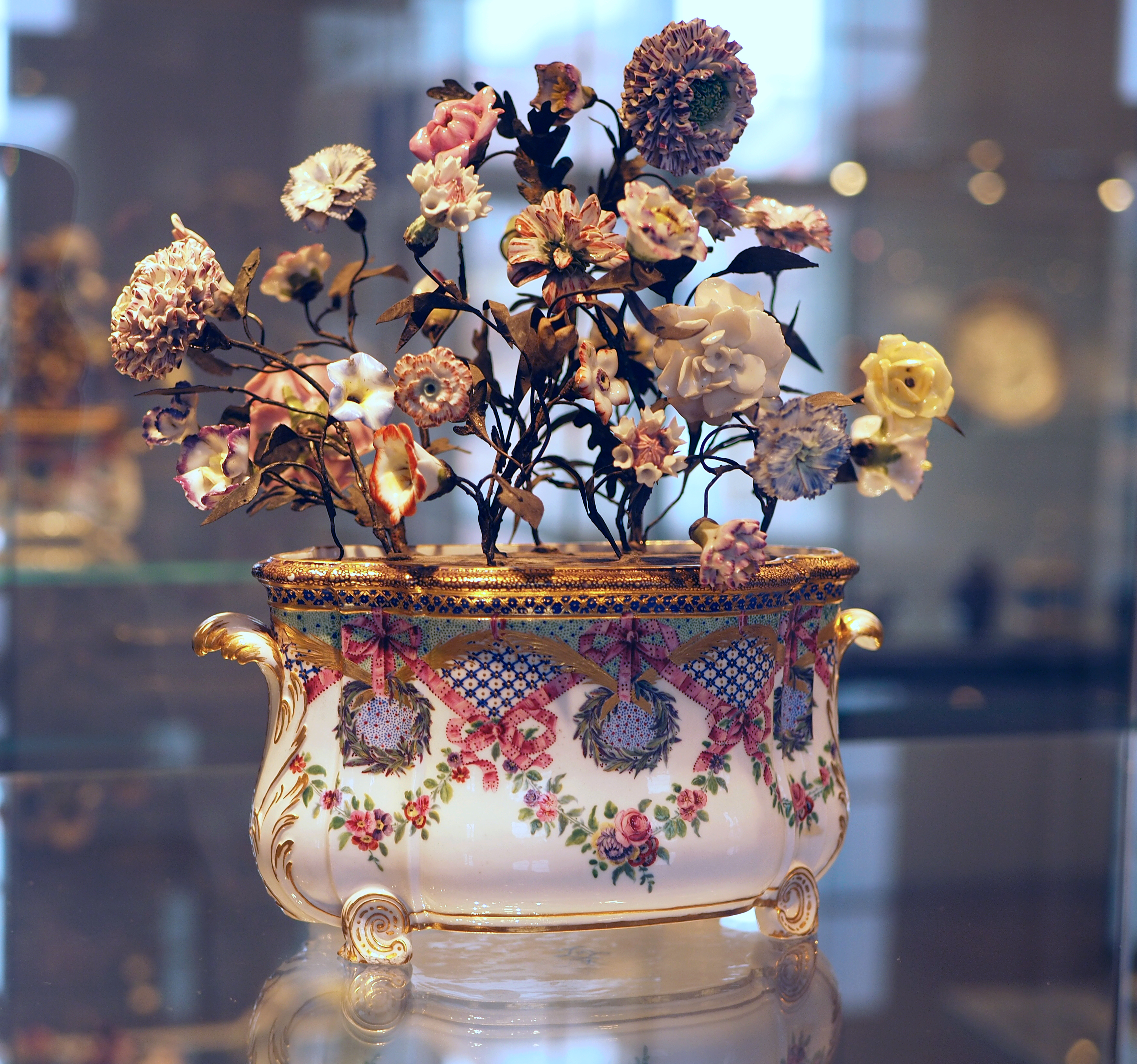
Jardiniére mit Porzellanblumen
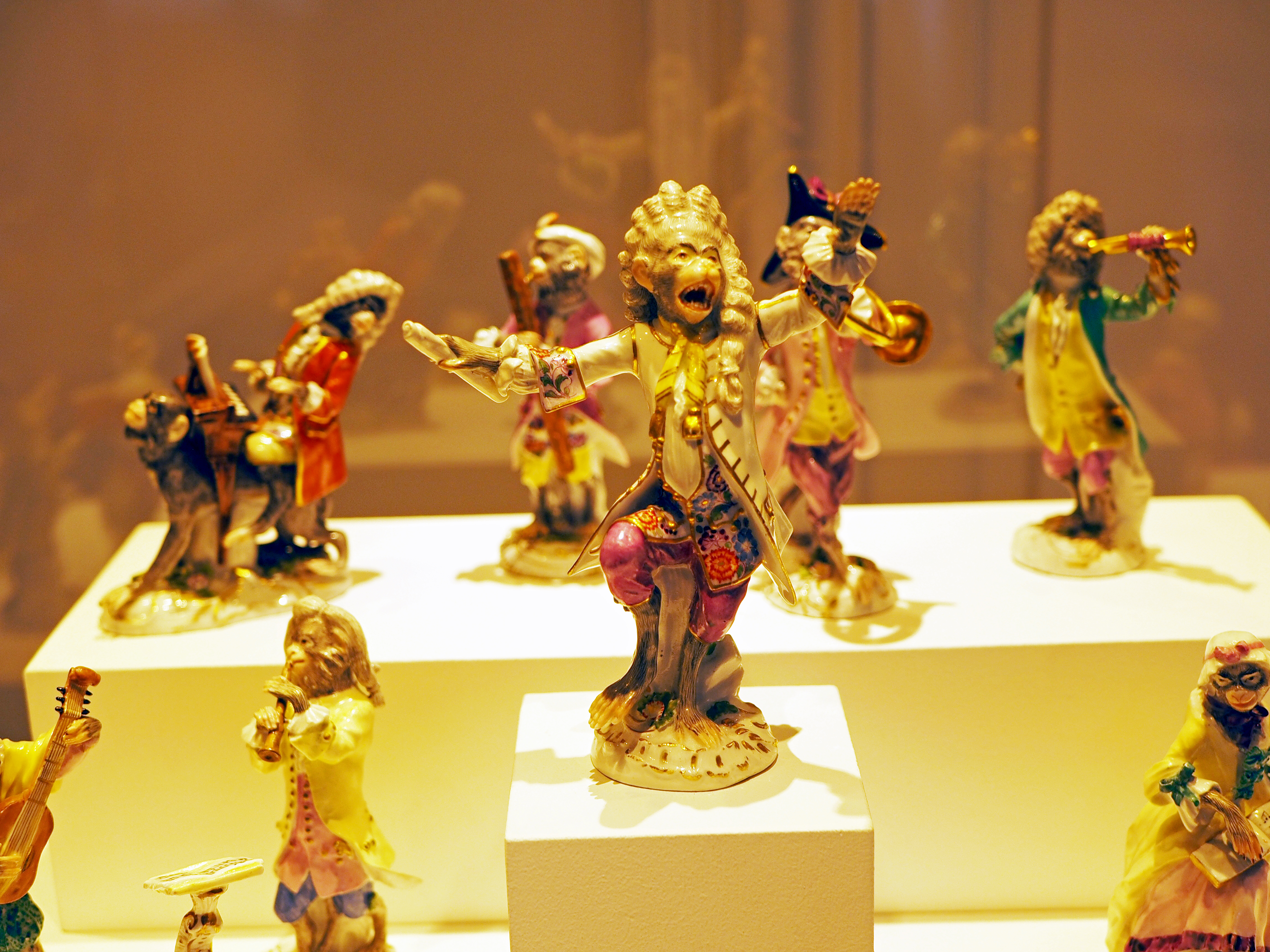
Tischfiguren
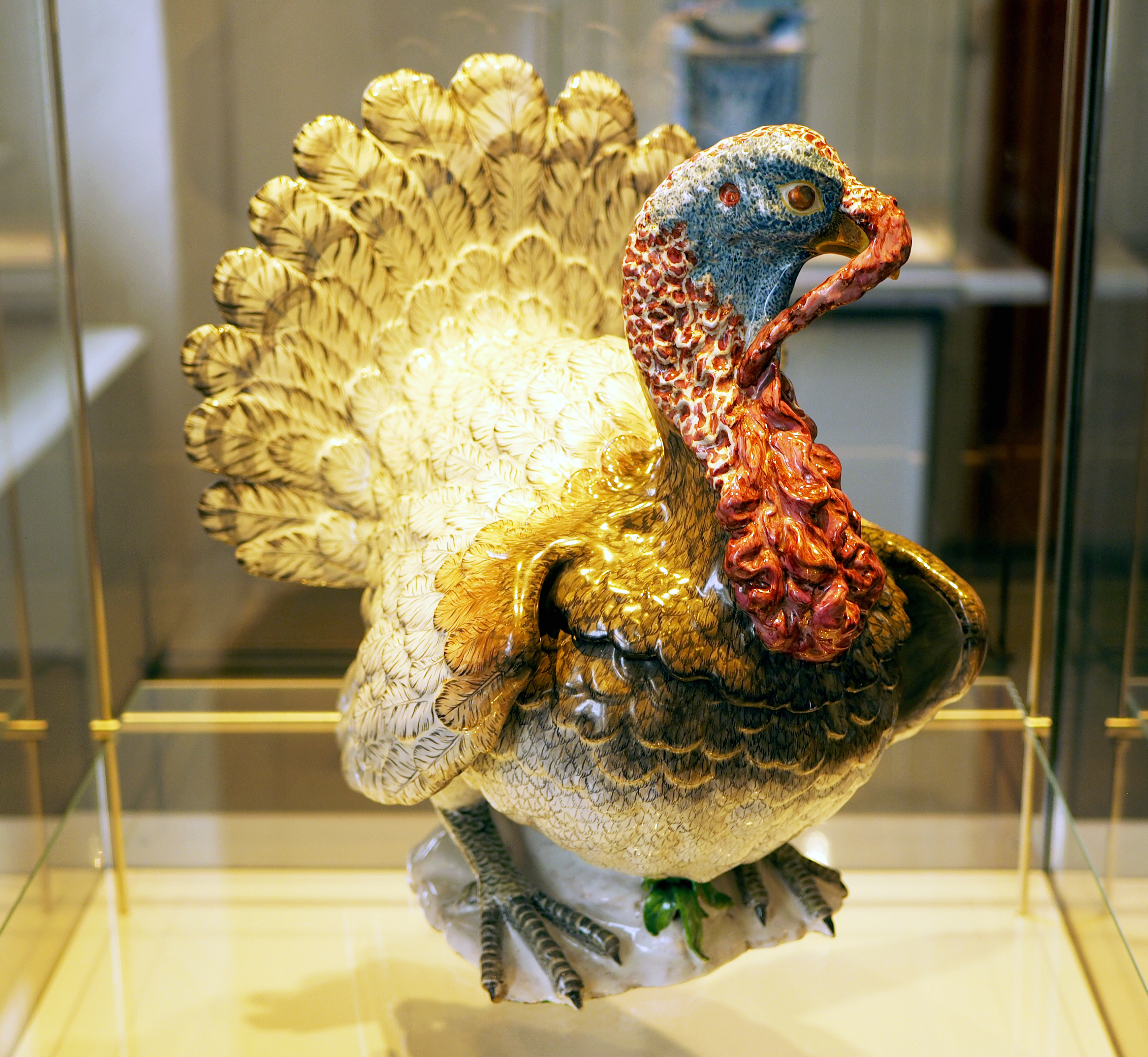
Seltene Terrine in Form eines Truthahn